# Megan Abbott
Megan Abbott (Detroit, 21 agosto 1971) è una scrittrice statunitense.

## Biografia
Nata a Detroit nel 1971, vive e lavora a New York.
Dopo la laurea all'Università del Michigan, ha conseguito un dottorato di ricerca in inglese e letteratura americana all'Università di New York dove ha successivamente insegnato. Inoltre, ha insegnato presso la State University of New York, la The New School e l'Università del Mississippi.
Ispirata dal romanzo Le vergini suicide dello scrittore Jeffrey Eugenides, ha esordito nel 2005 con il noir Morire un po' e in seguito ha pubblicato altri 9 romanzi gialli e un'opera di saggistica.
Tra i premi ottenuti si segnalano un Premio Barry nel 2008 con Queenpin e due Anthony Award: nel 2016 con The Little Men e l'anno successivo con Oxford Girl.

## Opere

### Romanzi
- Morire un po' (Die A Little, 2005), Milano, Edizioni BD, 2009 traduzione di Paola Eusebio ISBN 978-88-6123-422-2.
- The Song is You (2007)
- Queenpin (2007), Milano, Edizioni BD, 2010 traduzione di Marco Schiavone e Ivano Bariani ISBN 978-88-6123-568-7.
- Bury Me Deep (2009)
- The End of Everything (2011)
- Dare Me (2012)
- The Fever (2014)
- The Little Men (2015)
- You Will Know Me (2016)
- Dammi la mano (Give Me Your Hand, 2018), Torino, Einaudi, 2019 ISBN 978-88-06-24204-6.
- Giri di danza (The Turnout, 2021), Bollati Boringhieri, 2024 ISBN 978-88-339-4414-2

### Saggi
- The Street Was Mine: White Masculinity in Hardboiled Fiction and Film Noir (2002)

### Antologie
- Ombre: racconti ispirati ai dipinti di Edward Hopper di AA. VV. ( In sunlight or in shadow, 2016), Torino, Einaudi, 2017 traduzione di Luca Briasco, Fabio Deotto e Letizia Sacchini ISBN 978-88-06-23066-1.

## Televisione
- The Deuce - La via del porno serie TV (2017-2019) episodi 1x07 2x06 (co-sceneggiatrice)

## Premi e riconoscimenti
- Premio Barry per il miglior libro tascabile: 2008 vincitrice con Queenpin
- Premio Edgar per il miglior brossurato originale: 2008 vincitrice con Queenpin
- Premio Macavity per il miglior racconto: 2016 vincitrice con The Little Men
- Premio Anthony per il miglior racconto: 2016 vincitrice con The Little Men e 2017 vincitrice con Oxford Girl